# Retrat romà
El retrat romà és el gènere de representar la figura humana a través de la pintura o l'escultura de l'Antiga Roma. El retrat romà es caracteritza pel seu realisme, allunyat de l'idealisme harmònic grec, probablement perquè va originar-se amb la màscara mortuòria. Les imatges de l'art antic i republicà són més veristes que les imperials, on s'afegeix un vessant de propaganda que reassalta els aspectes heroics i, per tant, més bells o excepcionals de la persona retratada, amagant-ne els defectes.
La majoria d'escultures representen únicament el rostre i part del pit, seguint la tradició dels bustos etruscos. Busca subratllar el caràcter únic de l'individu representat a partir dels seus trets més representatius. La majoria de persones portaven robes elegants, amb menys exemplars nus (aquests es feien per la influència grega). Les pintures tenien un ús més privat, destinat a les cases dels ciutadans més benestants, que s'emmarcaven d'objectes quotidians dins les seves possessions, com a amos del que envoltava el retrat.
Una pràctica lligada a la damnatio memoriae, és a dir, l'oblit públic d'una persona caiguda en desgràcia, consistia en destruir els seus retrats.

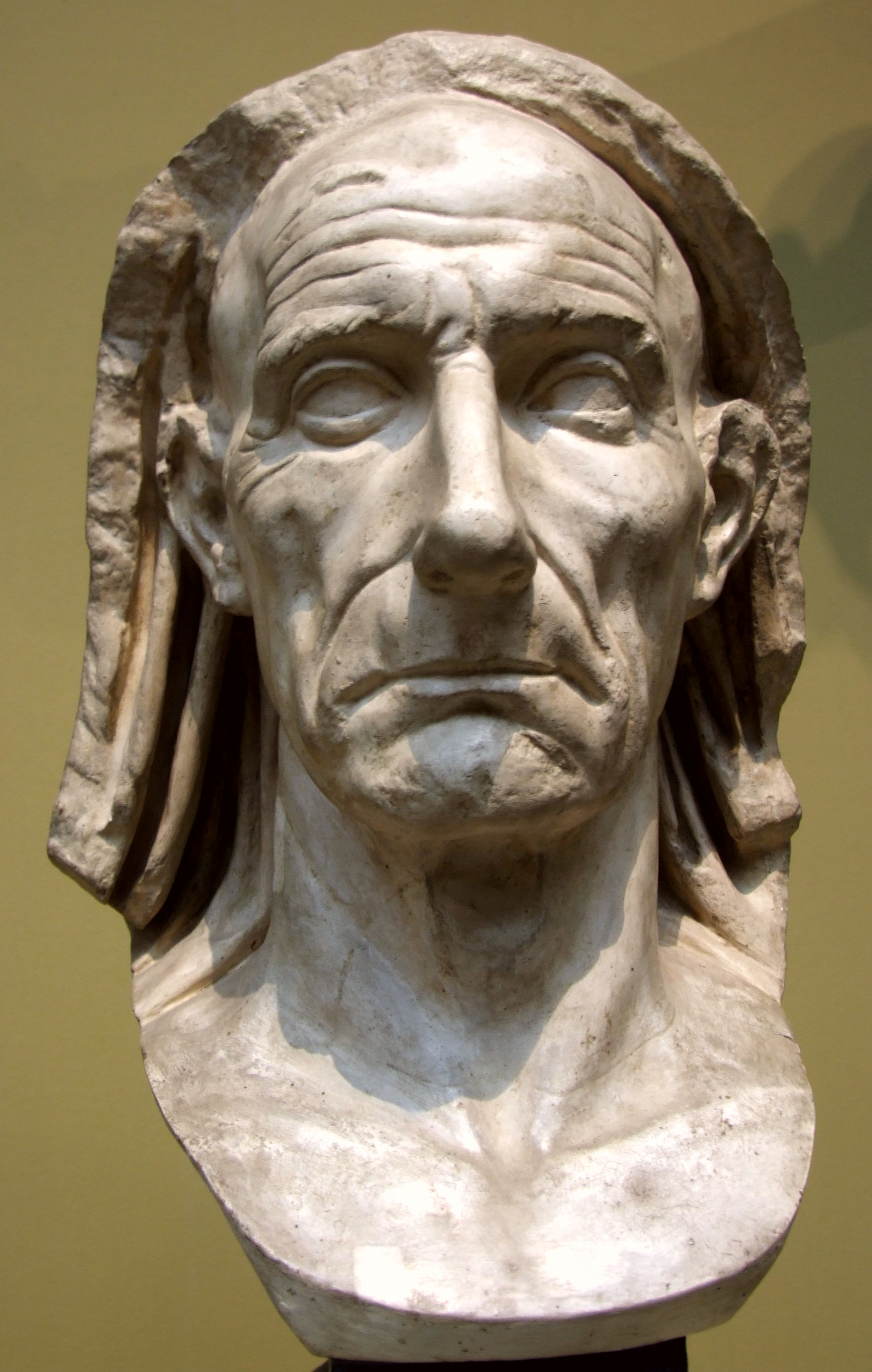
Retrat d'un ancià romà